# Offspring Magazine
|  | Dieser Artikel wurde aufgrund von inhaltlichen Mängeln auf der Qualitätssicherungsseite des Portals Medienwissenschaft eingetragen. Dies geschieht, um die Qualität der Artikel aus den Themengebieten Journalismus, Medien- und Kommunikationswissenschaften auf ein akzeptables Niveau zu bringen. Hilf mit, den Artikel zu verbessern, und beteilige dich an der Diskussion! |

Das Offspring Magazine (Eigenschreibweise: offSPRING Magazin, auch offSPRING ylm – kurz für youth lifestyle magazine) war ein zweisprachiges Lifestyle-Magazin für Jugendliche im deutschsprachigen Raum (DACH). Es erschien erstmals Ende 2011. Als Zielgruppe werden Jugendliche zwischen 10 und 18 Jahren angegeben.

## Inhalt
Offspring Magazine berichtet auf Deutsch und Englisch über Jugendthemen. Stars werden interviewt und Reiseziele oder Sportarten vorgestellt. Ebenso werden Mode und Beauty, Tipps zur gesunden Ernährung und Schlaf behandelt. Regelmäßig werden Jugendbücher, CDs und Games präsentiert. Zu den ernsten und aktuellen Themen gehören zum Beispiel Artikel über Cybermobbing, Datenschutz bei Facebook oder das Vorstellen von neuen Technologien.

### Kategorien
- News: Kurzvorstellungen von Stars und neuen Musikern mit Alben, Buchvorstellungen, Gewinnspiele.
- Star News: Interviews mit Stars, darunter Roman Lob, Anika Scheibe, Ross Antony, Conor Maynard, Sebastian Wurth oder Kim Gloss.
- Mode und Beauty: Infos und Tipps
- Sport: Vorstellung von Sportarten, Interviews mit aktiven Jugendlichen
- Gesundheit
- Technik
- Travel und andere

## Aktionen
Seit dem 27. September 2012 gibt es Offspring Live Cuts, bei denen es sich um live Videomitschnitte handelt. Zu den live cuts gehören unter anderem Interviews mit Daniele Negroni, Sebastian Wurth, Roman Lob, Stefanie Heinzmann, Shaggy, Jennifer Rostock, Ross Antony, Nabiha.